# Сава IV
Сава IV е като архиепископ[ неясно? ] на Печ – вторият „патриарх на сърби и гърци“. Избран е на 29 ноември 1354 г. и остава такъв до смъртта си на 29 април 1375 г. Предходно е игумен на Хиландарския манастир. По народност е българин.
След смъртта на Йоаникий II, първия сръбски патриарх, цар Стефан Душан свиква „сръбски и гръцки събор“ в Сяр, който на 29 ноември 1354 г. избира за втори сръбски патриарх игумена на манастира Хиландар – Сава. Патриарх Сава нарича себе си „патриарх на сърби и гърци“.
Патриарх Сава наследява наложената през 1352 г. схизма на Печката църква и започва работа по помирението на сръбската и цариградската патриаршия, но не доживява помирението. Умира в неделя Антипасха, 29 април 1375 г. Погребан е в катедралната църква „Свети Димитър“ на Печката патриаршия.
Приближен на царица Елена Срацимир, която резидира в Сяр, където е избран за патриарх. Умира няколко месеца след царицата.